# Sybra lobata
Sybra lobata är en skalbaggsart som beskrevs av Stefan von Breuning 1940. Sybra lobata ingår i släktet Sybra och familjen långhorningar.
Artens utbredningsområde är Filippinerna. Inga underarter finns listade i Catalogue of Life.